# Можжевёловое дерево (опера)
«Можжевёловое дерево» (англ. The Juniper Tree) — двухактная опера, написанная в соавторстве Филипом Глассом и Робертом Мораном в 1984 году на либретто Артура Йоринкса по мотивам «Сказки о заколдованном дереве» братьев Гримм.
Опера написана для следующего состава исполнителей: два баритона, бас, меццо-сопрано, четыре сопрано, тенор, смешанный хор, детский хор и камерный оркестр. Композиторы поочерёдно писали отдельные сцены, используя темы друг друга для придания произведению целостности. Несмотря на достаточно мрачный сюжет, произведение имеет светлый и поэтичный характер. Кроме того, это одна из самых мелодичных опер в творчестве Гласса.
Впервые была поставлена 11 декабря 1985 года в Театре американского репертуара, Кембридж, штат Массачусетс, США. Опера формально принадлежит Глассу, который не разрешал выпуск записи премьеры до 2009 года.

## Исполнители
| Роль                    | Голос              | Состав исполнителей первой постановки (Дирижёр: Ричард Питтманн) |
| ----------------------- | ------------------ | ---------------------------------------------------------------- |
| Муж                     | лирический баритон | Сенфорд Сильван                                                  |
| Его жена                | лирическое сопрано | Джейн Вест                                                       |
| Сын/можжевёловая птичка | сопрано (мальчик)  | Линн Торгоув                                                     |
| Мачеха                  | меццо-сопрано      | Вэлери Валтерс                                                   |
| Её дочь                 | сопрано            | Дженет Броун                                                     |
| Ювелир                  | бас                | Девид Стоунмэн                                                   |
| Сапожник                | баритон            | Томас Диррэ                                                      |
| Мельник                 | тенор              | Вильям Коттон                                                    |
| Деревенский народ       | хор                |                                                                  |
| Птица-мать              | сопрано            |                                                                  |
| Птенцы                  | детские голоса     |                                                                  |

## Краткое содержание
В сказке речь идёт о злой мачехе, которая убивает своего пасынка, опасаясь, что тот будет напоминать её мужу о покойной первой жене. Затем она готовит из него похлёбку, которую съедает ни о чём не подозревающий отец. Сестра мальчика зарывает его косточки под можжёвеловым деревом, а душа убитого ребёнка превращается в певчую птицу, которой в конце концов удаётся отомстить злой мачехе и вновь возродиться в первоначальном обличье.